# 湘南工科大学
湘南工科大学（しょうなんこうかだいがく、英語: Shonan Institute of Technology）は、神奈川県藤沢市辻堂西海岸一丁目1-25に本部を置く日本の私立大学。1961年創立、1963年大学設置。大学の略称は湘工大。

## 概略
1963年4月に糸山英太郎が、工学部機械工学科と電気工学科で開学し、1990年4月に「湘南工科大学」へ学校名称を変更した。
「実践的、創造的な能力を備えた人間性豊かな技術者を育成することを目的とし、産業界および地域社会の発展に寄与することを使命とする」ことを教育理念とする。
大学1 - 2年次に、全員必修の「共通基盤ワークショップ (WS)」がある。

## 沿革
- 1961年4月 学校法人相模工業学園設立
- 1963年4月 相模工業大学として開学（工学部機械工学科、電気工学科）
- 1968年4月 数理工学科を設置
- 1976年4月 学校法人名を相模工業大学に名称変更
- 1977年4月 数理工学科を情報工学科に改組
- 1978年5月 佐々木記念体育館竣工
- 1980年
  - 10月 大学会館竣工
  - 12月 海老名総合グランド竣工
- 1982年8月 研修所「一碧荘」竣工
- 1983年3月 大講堂、図書館、機械工学専門棟、工学実験実習棟、特殊実験棟竣工
- 1984年2月 大学電気工学専門棟竣工
- 1989年4月 材料工学科を設置
- 1990年4月 学校法人相模工業大学を学校法人湘南工科大学、相模工業大学を湘南工科大学、それぞれ名称変更
- 1993年4月 大学院工学研究科修士課程を設置（機械工学専攻、電気工学専攻、材料工学専攻）[3]
- 1994年3月 糸山英太郎記念教育研究総合センター竣工
- 1995年
  - 3月 大学院工学研究科修士課程を大学院工学研究科博士前期課程に名称変更
  - 4月 大学院工学研究科博士後期課程を設置（機械工学専攻、電気工学専攻、材料工学専攻）
- 1997年10月 教養課程を総合文化教育センターに改組
- 2000年4月 学生会館、実験実習棟竣工
- 2001年4月 システムコミュニケーション工学科を設置[4]。電気工学科を電気電子メディア工学科、材料工学科をマテリアル工学科、それぞれ名称変更
- 2002年9月 本館竣工
- 2003年4月 機械工学科を機械システム工学科に名称変更、機械デザイン工学科を設置[5]
- 2006年4月 電気電子メディア工学科を電気電子工学科、システムコミュニケーション工学科をコンピュータ応用学科、大学院工学研究科電気工学専攻を電気情報工学専攻、それぞれ名称変更
- 2009年4月 機械システム工学科を機械工学科、機械デザイン工学科をコンピュータデザイン学科、それぞれ名称変更
- 2010年4月 人間環境学科を設置
- 2011年10月 藤沢市、慶應義塾大学、湘南工科大学、多摩大学、日本大学、が連携協定して「湘南藤沢コンソーシアム」発足
- 2014年4月 コンピュータデザイン学科を総合デザイン学科に名称変更、留学生別科廃止
- 2016年3月 工学部マテリアル工学科廃止
- 2017年3月 大学院工学研究科材料工学専攻廃止
- 2023年4月 - 情報学部新設[6]

## 学部
- 工学部
  - 機械工学科
  - 電気電子工学科
  - 情報工学科 2022年度入学者まで

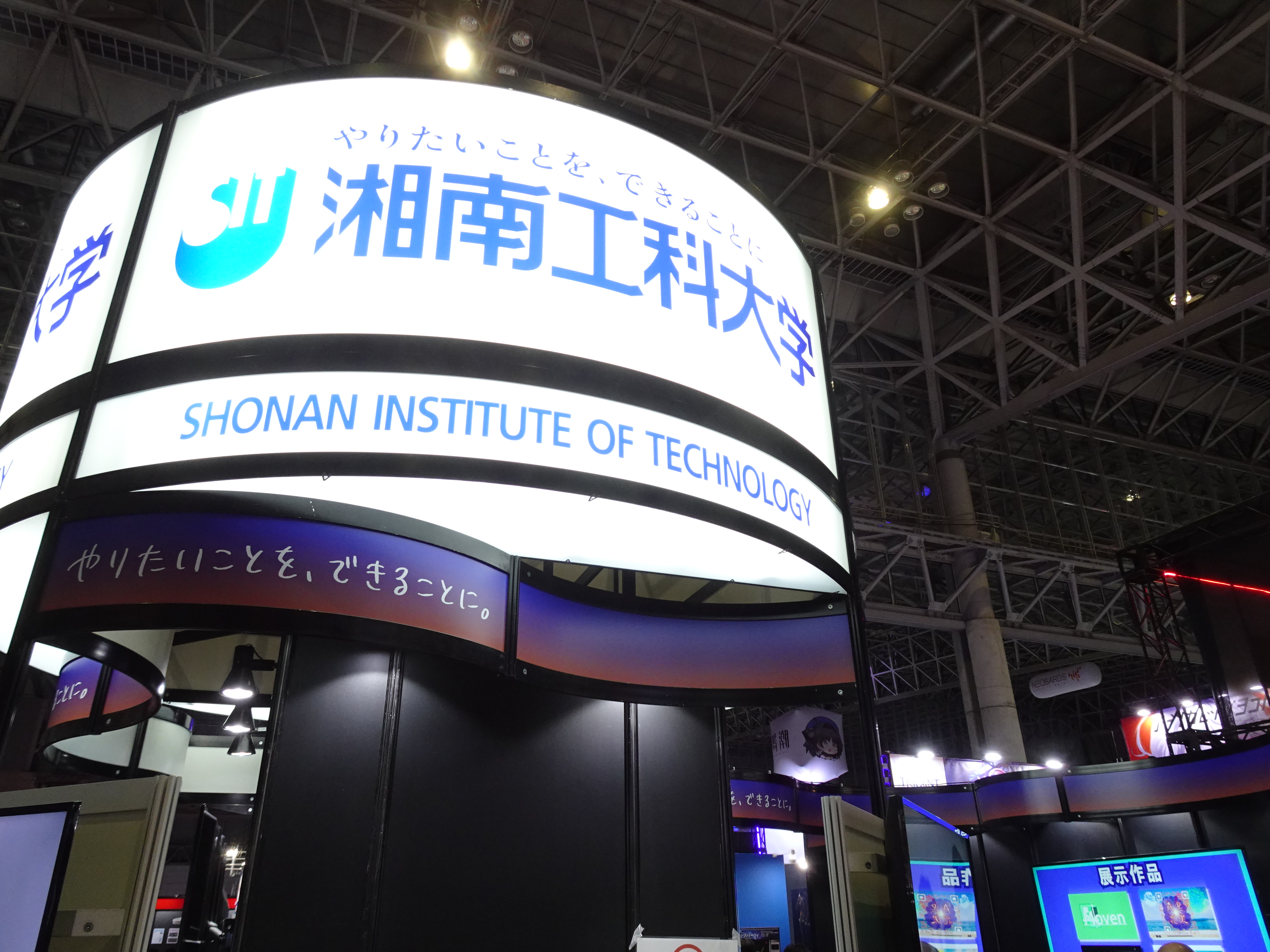
2024年・東京ゲームショウにて

  - コンピュータ応用学科 2022年度入学者まで
  - 総合デザイン学科
  - 人間環境学科
- 情報学部 2023年開設
  - 情報学科
    - 人工知能専攻
    - 情報工学専攻
    - 情報メディア専攻

## 大学院
- 工学研究科
  - 機械工学専攻
  - 電気情報工学専攻

## 地域連携センター
教育・研究で得られた成果などを産学官民金や地域とともに連携して地域に貢献することを目的に、「湘南工科大学地域連携センター」(Center for Regional Collaboration : CRC) を2020年10月に設立した。地域からの要請やさまざまな課題に対して、地域連携センターが対応し、地域社会と湘南工科大学をつなぐことで、地域の活性化、文化発展の拠点になることを目指す。

## 官学連携
地方自治体と文化財活用事業で協業
- 2004年3月「鎌倉市と湘南工科大学との協働による文化財のIT化に関する覚書」を締結[7]。永福寺跡、北条義時法華堂のCG復元[8][9]など。
- 2018年3月「綾瀬市と湘南工科大学との協働による文化財活用事業に関する覚書」を締結[10]。神崎遺跡のCG再現[11]など。
- 2020年5月「海老名市と湘南工科大学との協働による文化財活用事業に関する覚書」を締結[12]。相模国分寺のCG復元[13]など。

## 系列校
湘南工科大学附属高等学校

## 対外関係
- 単位互換協定締結 放送大学
- 神奈川県内大学間学術交流協定（大学院）
- 大学eラーニング協議会

## 学園祭
松稜祭 実行委員会が主導し、研究室やサークルの催し物や模擬店などを企画する。

## キャンパス
湘南キャンパス 神奈川県藤沢市辻堂西海岸1-1-25

## アクセス
- JR辻堂駅から徒歩約15分
- JR辻堂駅からバス約5分「浜見山」下車
  - 南口1番のりば：「辻堂駅（循環）」「茅ヶ崎駅南口」行
  - 南口2番のりば：「鵠沼車庫前」、「藤沢駅」行
- JR藤沢駅／小田急線藤沢駅からバス「浜見山」下車
  - 北口2番のりば：「辻堂駅」「辻堂駅南口」「辻堂団地」行

## 関係著名人
- 糸山英太郎（総長）
- 糸山祐（理事長）
- 渡辺重佳（前学長）
- 山ノ井髙洋（出身者、工学者）
- 小林輝幸（出身者、第21代消防総監）
- 宮田浩徳（出身者、声優）

## 事件
1979年 - 当時の学長が不動産業者らとともに学校の運営資金2億円を引き出して横領。逮捕、起訴された。